# Авесалом
Авесалом (батько миру) — син царя Давида та його дружини Маахи (2 Сам. 3:3).
Авесалом був молодий та красивий і відомий своїм довгим, пишним волоссям (2 Сам. 14:25–26). У нього була красуня сестра Тамар, яку збезчестив його брат за батьком Амнон та вигнав її від себе, відмовившись одружитися з нею (2 Сам. 13:1–20).

### Помста Авесалома
Авесалом взяв ображену сестру до себе, очікуючи, що його батько, Давид, покарає Амнона за інцест. Два роки Авесалом стримував свої гнів і ненависть, потім вирішив помститися сам. Він влаштував бенкет для царя Давида та князів. Давид не прийшов, але Амнон з'явився на бенкет і був убитий слугами Авесалома після того, як той напоїв його. Потім, наляканий гнівом царя Давида, Авесалом утік на інший берег ріки Йордан, до царя Толми Ґедсурського, батька своєї матері (2 Сам. 13:21–39).
Після трьох років вигнання Авесалома покликали назад до Єрусалиму завдяки зусиллям воєначальника Давида Йоава та мудрої жінки з Текої. Через два роки він знову здобув прихильність царя (2 Сам. 14) і почав влаштовувати змови, щоб захопити престол. Авесалом усілякими способами добивався популярності серед ізраїльтян, підриваючи довіру до свого батька-царя (2 Сам. 15:1–6).

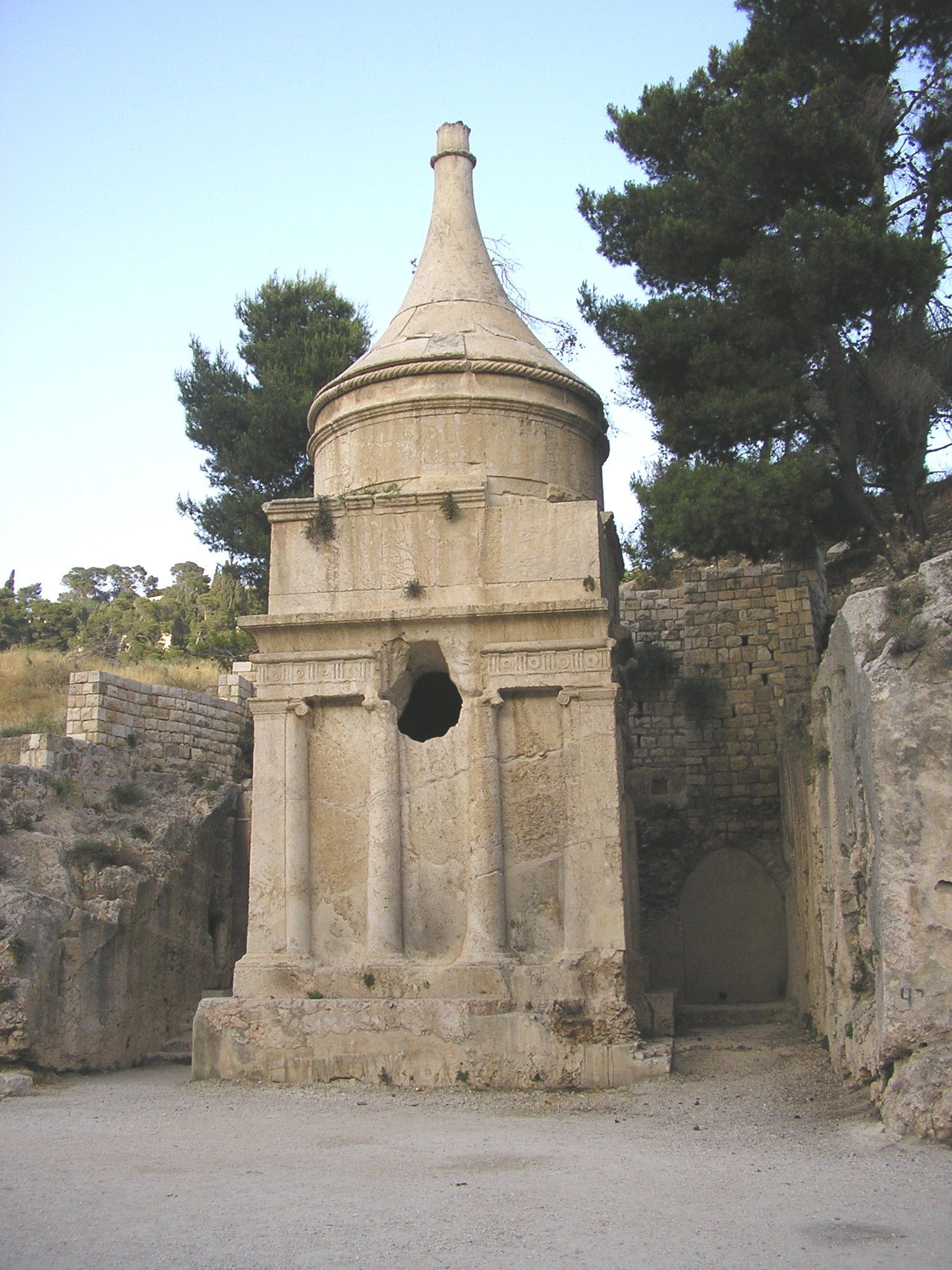
Могила Авесалома в Долині Кедрону

### Повстання Авесалома
Врешті Авесалом повстав проти Давида, зібравши в Хевроні своїх прихильників зі всього Ізраїлю. Після того, як до Авесалома приєднався Ахітофел, один з наймудріших радників Давида, він проголосив себе царем. Дізнавшись про змову Авесалома, Давид нічого не зміг зробити і залишив Єрусалим (2 Сам. 15; Пс. 3).
Авесалом увійшов до Єрусалиму без бою і Ахітофел попросив у нього дозволу одразу атакувати Давида з армією 12 000 людей. Але Хусій, таємний агент Давида при дворі Авесалома, порадив Авесалому почекати і підняти проти Давида увесь народ. Він використовував лестощі, переконуючи Авесалома, що він повинен особисто очолити атаку. Авесалом віддав перевагу пораді Хусія, і Ахітофел від відчаю покінчив життя самогубством. Тим часом Хусій повідомив плани Авесалома Давиду через двох священників, Садока та Авіятара. Маючи таку інформацію, Давид перейшов Йордан і отаборився в Манаїмі (2 Сам. 16–17).

### Смерть Авесалома
Авесалом перевів свої війська через Йордан, щоб зітнутися в лісі Єфрема. Вірними Давиду військами командували Йоав, Авесса та Еттій Ґеттеєць. Вони завдали поразки силам Авесалома, який утікав верхи на мулі, але його довге волосся заплуталося в гілках дуба і він безпорадно завис на них. Йоав, який очолював погоню, наздогнав Авесалома і вбив його. Люди Йоава кинули його тіло у глибоку яму і накидали зверху купу каменів (2 Сам. 18:1–18). Смерть Авесалома приголомшила Давида, який усім наказував не завдавати його синові ніякої шкоди. В горі Давид не помічав, що загроза пройшла і бунт придушений, поки Йоав не нагадав йому, що його спільники ризикували життям заради нього, Давида. (2 Сам. 19:1–8).